# Lophoptera tripartita
Lophoptera tripartita là một loài bướm đêm trong họ Noctuidae.